# Copa Verde 2017
Die Copa Verde 2017 war die vierte Austragung der Copa Verde, eines regionalen Fußballpokalwettbewerbs in Brasilien, der vom nationalen Fußballverband CBF organisiert wurde. Mit dem Gewinn des Pokals war die Qualifikation für das Achtelfinale der  Copa do Brasil 2018 verbunden. Das Turnier wurde im KO-Modus mit Hin- und Rückspiel ausgetragen. Es startete am 29. Januar und endete am 16. Mai 2017.

## Teilnehmer
Der im Vorjahr erstmals am Wettbewerb teilnehmende Verband aus Goiás zog sich aus dem Turnier wieder zurück. Es traten weiterhin 18 Teilnehmer, aus den zehn Bundesstaaten Acre, Amapá, Amazonas, Distrito Federal do Brasil, Espírito Santo, Mato Grosso, Mato Grosso do Sul, Pará, Rondônia, Roraima und Tocantins an. Die zwei freigewordenen Startplätze von Goiás wurden an Acre und Mato Grosso do Sul vergeben. Vierzehn nahmen als erfolgreiche Klubs aus den Fußballmeisterschaften der Bundesstaaten von Brasilien teil. Die anderen vier Klubs ergaben aus dem CBF Ranking, welche aus den Staatsmeisterschaften noch nicht qualifiziert waren.

### Teilnehmer Staatsmeisterschaften
| Bundesstaat        | Klub                 | Qualifizierung          |
| ------------------ | -------------------- | ----------------------- |
| Acre               | Atlético Acreano     | Staatsmeister 2016      |
| Acre               | Galvez EC            | 3. Staatsmeister 2016   |
| Amapá              | Santos FC (AP)       | Staatsmeister 2016      |
| Amazonas           | Nacional Fast Clube  | Staatsmeister 2016      |
| Distrito Federal   | AA Luziânia          | Staatsmeister 2016      |
| Distrito Federal   | Ceilândia EC         | Vize-Staatsmeister 2016 |
| Espírito Santo     | Rio Branco FC (ES)   | Staatspokalsieger 2016  |
| Mato Grosso        | Luverdense EC        | Staatsmeister 2016      |
| Mato Grosso do Sul | CD Sete de Setembro  | Staatsmeister 2016      |
| Mato Grosso do Sul | Operário FC (MS)     | 3. Staatsmeister 2016   |
| Pará               | Paysandu SC          | Staatsmeister 2016      |
| Rondônia           | Rondoniense SC       | Staatsmeister 2016      |
| Roraima            | São Raimundo EC (RR) | Staatsmeister 2016      |
| Tocantins          | Tocantins EC         | Vize-Staatsmeister 2016 |

### Teilnehmer CBF Ranking
| Bundesstaat | Klub               | CBF Platz |
| ----------- | ------------------ | --------- |
| Amazonas    | Nacional FC (AM)   | 63        |
| Mato Grosso | Cuiabá EC          | 52        |
| Pará        | Clube do Remo      | 57        |
| Pará        | Águia de Marabá FC | 61        |

## Vorrunde
Die Paarungen wurden am 29. November 2016 festgelegt.
| Datum       |                     | Gesamt |                  | Hinspiel  | Rückspiel |
| ----------- | ------------------- | ------ | ---------------- | --------- | --------- |
| 29.1./18.2. | Galvez EC           | 2:1    | Nacional FC (AM) | 1:1 (1:0) | 1:0 (1:0) |
| 18.2./3.3.  | CD Sete de Setembro | 1:4    | Ceilândia EC     | 1:1 (1:0) | 0:3 (0:0) |

## Finalrunde

### Turnierplan
Kursiv gekennzeichnete Klubs hatten das erste Heimspiel, fehlt die Kennzeichnung hatte der Paarungssieger auch das erste Heimspiel.

|  | Erste Runde                            | Erste Runde     | Erste Runde | Erste Runde | Erste Runde |  |  | Viertelfinale              | Viertelfinale   | Viertelfinale | Viertelfinale | Viertelfinale |  |             | Halbfinale  | Halbfinale | Halbfinale | Halbfinale | Halbfinale |  |  | Finale | Finale | Finale | Finale | Finale |
|  |                                        |                 |             |             |             |  |  |                            |                 |               |               |               |  |             |             |            |            |            |            |  |  |        |        |        |        |        |
|  | Mato Grosso do Sul                     | Operário        | 1           | 0           | 1           |  |  |                            |                 |               |               |               |  |             |             |            |            |            |            |  |  |        |        |        |        |        |
|  | Distrito Federal do Brasil             | Luziânia        | 1           | 1           | 2           |  |  | Distrito Federal do Brasil | Luziânia        | 3             | 2             | 5             |  |             |             |            |            |            |            |  |  |        |        |        |        |        |
|  | Rondônia                               | Rondoniense     | 0           | 1           | 0           |  |  | Rondônia                   | Rondoniense     | 3             | 2             | 5             |  |             |             |            |            |            |            |  |  |        |        |        |        |        |
|  | Mato Grosso                            | Cuiabá          | 0           | 1           | 1           |  |  |                            |                 |               |               |               |  | Rondônia    | Rondoniense | 1          | 1          | 2          |            |  |  |        |        |        |        |        |
|  | Distrito Federal do Brasil             | Ceilândia       | 0           | 1           | 1           |  |  |                            |                 |               |               |               |  | Mato Grosso | Luverdense  | 2          | 3          | 5          |            |  |  |        |        |        |        |        |
|  | Mato Grosso                            | Luverdense      | 1           | 3           | 4           |  |  | Mato Grosso                | Luverdense      | 5             | 2             | 7             |  |             |             |            |            |            |            |  |  |        |        |        |        |        |
|  | Tocantins                              | Tocantins       | 0           | 2           | 2           |  |  | Espírito Santo             | Rio Branco      | 0             | 2             | 2             |  |             |             |            |            |            |            |  |  |        |        |        |        |        |
|  | Espírito Santo                         | Rio Branco      | 2           | 5           | 7           |  |  |                            |                 |               |               |               |  | Mato Grosso | Luverdense  | 3          | 1          | 4          |            |  |  |        |        |        |        |        |
|  | Acre (Bundesstaat)                     | Acreano         | 1           | 0           | 1           |  |  |                            |                 |               |               |               |  | Pará        | Paysandu    | 1          | 1          | 2          |            |  |  |        |        |        |        |        |
|  | Pará                                   | Remo            | 1           | 4           | 5           |  |  | Pará                       | Remo            | 2             | 0             | 2             |  |             |             |            |            |            |            |  |  |        |        |        |        |        |
|  | Amazonas (brasilianischer Bundesstaat) | Fast Clube      | 1           | 1           | 2           |  |  | Amapá                      | Santos          | 1             | 3             | 4             |  |             |             |            |            |            |            |  |  |        |        |        |        |        |
|  | Amapá                                  | Santos          | 0           | 4           | 4           |  |  |                            |                 |               |               |               |  | Amapá       | Santos      | 1          | 1          | 2          |            |  |  |        |        |        |        |        |
|  | Roraima                                | São Raimundo    | 1           | 0           | 1           |  |  |                            |                 |               |               |               |  | Pará        | Paysandu    | 1          | 3          | 4          |            |  |  |        |        |        |        |        |
|  | Pará                                   | Águia de Marabá | 0           | 3           | 3           |  |  | Pará                       | Águia de Marabá | 1             | 0             | 1             |  |             |             |            |            |            |            |  |  |        |        |        |        |        |
|  | Acre (Bundesstaat)                     | Galvez          | 0           | 0           | 0           |  |  | Pará                       | Paysandu        | 2             | 1             | 3             |  |             |             |            |            |            |            |  |  |        |        |        |        |        |
|  | Pará                                   | Paysandu        | 0           | 2           | 2           |  |  |                            |                 |               |               |               |  |             |             |            |            |            |            |  |  |        |        |        |        |        |

### Achtelfinale
| Datum      |                      | Gesamt    |                    | Hinspiel  | Rückspiel |
| ---------- | -------------------- | --------- | ------------------ | --------- | --------- |
| 4.3./17.3. | Galvez EC            | 0:2       | Paysandu SC        | 0:0       | 0:2 (0:1) |
| 4.3./19.3. | Ceilândia EC         | 1:4       | Luverdense EC      | 0:1 (0:0) | 1:3 (0:0) |
| 5.3./16.3. | Atlético Acreano     | 1:5       | Clube do Remo      | 1:1 (0:0) | 0:4 (0:0) |
| 5.3./19.3. | Operário FC (MS)     | 1:2       | AA Luziânia        | 1:1 (1:0) | 0:1 (0:1) |
| 5.3./19.3. | Tocantins EC         | 2:7       | Rio Branco FC (ES) | 0:2 (0:1) | 2:5 (0:2) |
| 5.3./19.3. | Rondoniense SC       | (a)1:1(a) | Cuiabá EC          | 0:0       | 1:1 (1:1) |
| 5.3./19.3. | Nacional Fast Clube  | 2:4       | Santos FC (AP)     | 1:0 (1:0) | 1:4 (0:3) |
| 5.3./19.3. | São Raimundo EC (RR) | 1:3       | Águia de Marabá FC | 1:0 (0:0) | 0:3 (0:2) |

### Viertelfinale
| Datum      |                    | Gesamt    |                    | Hinspiel  | Rückspiel |
| ---------- | ------------------ | --------- | ------------------ | --------- | --------- |
| 29.3./5.4. | AA Luziânia        | (a)5:5(a) | Rondoniense SC     | 3:3 (1:2) | 2:2 (1:2) |
| 29.3./1.4. | Luverdense EC      | 7:2       | Rio Branco FC (ES) | 5:0 (2:0) | 2:2 (1:0) |
| 30.3./3.4. | Clube do Remo      | 2:4       | Santos FC (AP)     | 2:1 (1:1) | 0:3 (0:1) |
| 30.3./4.4  | Águia de Marabá FC | 1:3       | Paysandu SC        | 1:2 (0:1) | 0:1 (0:1) |

### Halbfinale
| Datum       |                | Gesamt |               | Hinspiel  | Rückspiel |
| ----------- | -------------- | ------ | ------------- | --------- | --------- |
| 15.4./18.4. | Santos FC (AP) | 2:4    | Paysandu SC   | 1:1 (1:1) | 1:3 (1:0) |
| 15.4./20.4. | Rondoniense SC | 2:5    | Luverdense EC | 1:2 (0:2) | 1:3 (0:0) |

### Finale

#### Hinspiel
| Luverdense EC                                             | Luverdense EC | Paysandu SC | Paysandu SC |
| --------------------------------------------------------- | --- | --- | ----------- |
| Luverdense EC                                             | \| 4. Mai 2017 in Cuiabá (Arena Pantanal) \| \| Ergebnis: 3:1 (2:1) \| \| Zuschauer: 1.853 \| \| Schiedsrichter: Sávio Pereira Sampaio ( Distrito Federal) \| \| Spielbericht \| | \| 4. Mai 2017 in Cuiabá (Arena Pantanal) \| \| Ergebnis: 3:1 (2:1) \| \| Zuschauer: 1.853 \| \| Schiedsrichter: Sávio Pereira Sampaio ( Distrito Federal) \| \| Spielbericht \| | Paysandu SC |
| Luverdense EC                                             | Diogo Silva – Aderlan Silva 74., Pierre, Dalton, Paulinho – Erik Nascimento, Ricardo Ryller, Marcos Aurélio 72., Rafael Silva 63. – Douglas Baggio, Raphael Macena Reserve Gabriel Leite, Gabriel Passos 74., João William, Gabriel Kazu, Pedro Augusto, Alaor 72., Café, Leandro Augusto, Rodrigo Fumaça 63. Cheftrainer: Júnior Rocha | Emerson – Hayner, Fernando Lombardi, Pablo Renan, Willian Simões – Augusto Recife , Jhonnatan Guimarães 63., Rodrigo Andrade, Daniel Sobralense 80. – Leandro Carvalho, Leandro Cearense 19. Reserve Marcão, Ayrton Ganino 19., Perema, Ricardo Capanema, Diogo Oliveira 80., Alfredo, Will 63., Aslen Kevin Cheftrainer: Marcelo Chamusca | Paysandu SC |
| Luverdense EC                                             | 1:1 Erik Nascimento (11.) 2:1 Marcos Aurélio (42.) 3:1 Dalton (55.) | 0:1 Daniel Sobralense (6.) | Paysandu SC |
| Luverdense EC                                             | Erik Nascimento (60.), Marcos Aurélio (71.) | Augusto Recife (41.), Fernando Lombardi (69.) | Paysandu SC |
| Luverdense EC                                             | Hayner (59.) | | Paysandu SC |
| Luverdense EC                                             | Hayner erhielt die rote Karte wegen einer Tätigkeit. Nachdem er ein Foulspiel begangen hatte, schlug er den Luverdense Spieler Rafael Silva mit dem Ellenbogen auf den Mund, so dass dieser medizinische Hilfe benötigte und nicht mehr am Spiel teilnehmen konnte.                                                                     | | Paysandu SC |
| 4. Mai 2017 in Cuiabá (Arena Pantanal)                    | | |             |
| Ergebnis: 3:1 (2:1)                                       | | |             |
| Zuschauer: 1.853                                          | | |             |
| Schiedsrichter: Sávio Pereira Sampaio ( Distrito Federal) | | |             |
| Spielbericht                                              | | |             |

#### Rückspiel
| Paysandu SC                                                | Paysandu SC | Luverdense EC | Luverdense EC |
| ---------------------------------------------------------- | --- | --- | ------------- |
| Paysandu SC                                                | \| 16. Mai 2017 in Belém (Estádio Olímpico do Pará) \| \| Ergebnis: 1:1 (1:0) \| \| Zuschauer: 26.653 \| \| Schiedsrichter: Rodrigo Batista Raposo ( Distrito Federal) \| \| Spielbericht \| | \| 16. Mai 2017 in Belém (Estádio Olímpico do Pará) \| \| Ergebnis: 1:1 (1:0) \| \| Zuschauer: 26.653 \| \| Schiedsrichter: Rodrigo Batista Raposo ( Distrito Federal) \| \| Spielbericht \| | Luverdense EC |
| Paysandu SC                                                | Emerson 46. – Ayrton Ganino, Perema, Gilvan, Willian Simões 73. – Wesley Dias, Rodrigo Andrade, Diogo Oliveira – Leandro Carvalho, Bérgson 64., Alfredo Reserve Marcão 46., Fernando Lombardi, Pablo Renan, Ricardo Capanema, Augusto Recife, Jhonnatan Guimarães, Daniel Sobralense 73., Will 64., Aslen Kevin Cheftrainer: Marcelo Chamusca | Diogo Silva – Aderlan Silva, Pierre, Dalton 16., Paulinho – Ricardo Ryller, Marcos Aurélio 85., Douglas Baggio – Rafael Silva, Erik Nascimento, Raphael Macena 75. Reserve Gabriel Leite, Gabriel Passos, Gabriel Kazu, Neguete 16., Pedro Augusto, Alaor 85., Café, Leandro Augusto, Rodrigo Fumaça 75. Cheftrainer: Júnior Rocha | Luverdense EC |
| Paysandu SC                                                | 1:0 Rafael Grampola (4.) | 1:1 Rafael Silva (78., Elfmeter) | Luverdense EC |
| Paysandu SC                                                | Daniel Sobralense (15.), Leandro Carvalho (43.), Wesley Dias (53.), Marcão (77.) | Diogo Silva (4.), Ricardo Ryller (49.), Erik Nascimento (54.), Rodrigo Fumaça (79.) | Luverdense EC |
| 16. Mai 2017 in Belém (Estádio Olímpico do Pará)           | | |               |
| Ergebnis: 1:1 (1:0)                                        | | |               |
| Zuschauer: 26.653                                          | | |               |
| Schiedsrichter: Rodrigo Batista Raposo ( Distrito Federal) | | |               |
| Spielbericht                                               | | |               |

## Torschützenliste
| Pl. | Nat.        | Spieler        | Klub               | Tore |
| --- | ----------- | -------------- | ------------------ | ---- |
| 1   | Brasilianer | Careca         | Rondoniense SC     | 5    |
| 2   | Brasilianer | Márcio Carioca | Rio Branco FC (ES) | 4    |
|     | Brasilianer | Marcos Aurélio | Luverdense EC      | 4    |
|     | Brasilianer | Rafael Silva   | Luverdense EC      | 4    |